# Compsophorus caeruleus
Compsophorus caeruleus là một loài tò vò trong họ Ichneumonidae.